# Секторна вулиця
Се́кторна ву́лиця — зникла вулиця, що існувала в Залізничному районі (нині — територія Солом'янського) міста Києва, місцевість Чоколівка, селище Першого травня. Пролягала від Повітрофлотського проспекту до вулиці Авіаконструктора Антонова (на той час — вулиця Авіації). 
Прилучалася Соціалістична вулиця.

## Історія
Вулиця виникла наприкінці 1920-х — на початку 1930-х років під такою ж назвою. Ліквідована наприкінці 1970-х років у зв'язку зі знесенням забудови селища Першого травня.
Нині заключна частина вулиці існує як безіменний проїзд, що виводить Соціалістичну вулицю до вулиці Авіаконструктора Антонова, початкова частина — як пішохідна доріжка, що сполучає проспект Повітряних Сил та вулицю Левка Мацієвича.